# 橫斑雲南鰍
橫斑云南鳅（学名：Yunnanilus spanisbripes）为輻鰭魚綱鲤形目條鳅科云南鳅属的鰭中一種，分布於中國雲南省牛欄江流域，體長可達7.5公分，棲息在溪流底層水域，生活習性不明

## 扩展阅读
維基物種上的相關：橫斑云南鳅